# Molly Shoichet
Molly S. Shoichet (* 1965 in Toronto,  Kanada) ist eine  kanadische Chemikerin und Hochschullehrerin. Sie ist Professorin im Fachbereich Chemieingenieurwesen und angewandte Chemie der Fakultät für angewandte Wissenschaften und Ingenieurwissenschaften sowie am Institut für Biomaterialien und Biomedizintechnik (IBBME) der University of Toronto und die erste Pamela-und-Paul-Austin-Lehrstuhlinhaberin für Präzisions- und Regenerative Medizin an der Universität Toronto. Sie ist international bekannt für ihre Pionierarbeit in den Bereichen Gewebezüchtung und Arzneimittelverabreichung und entwickelt Lösungen zur Förderung der Gewebereparatur im Körper.

## Leben und Werk
Shoichet studierte am Massachusetts Institute of Technology und erhielt dort 1987 ihren Bachelor-Abschluss in Chemie. Anschließend studierte sie an der University of Massachusetts, wo sie 1989 ihren Master-Abschluss erwarb und 1992 in Polymerwissenschaft und -technik mit Spezialisierung auf Oberflächenmodifizierung promovierte.
Danach wurde sie außerordentliche Professorin an der Brown University und arbeitete gleichzeitig bei CytoTherapeutics Inc. 1995 wurde sie an die Universität Toronto berufen. Sie wurde dort 2004 zur ordentlichen Professorin befördert, nachdem sie 2002 zu einer der 40 besten Wissenschaftler Kanadas unter 40 Jahren ernannt worden war und den Young Explorer’s Award des Canadian Institute for Advanced Research (CIFAR) für die 20 besten Wissenschaftler unter 40 Jahren in Kanada erhalten hatte.
2017 wurde sie zur ersten Chefwissenschaftlerin Ontarios ernannt. Zu ihren Aufgaben gehörte die Zusammenarbeit mit Forschungskrankenhäusern, Universitäten und Forschungsinstituten, um hochqualitative Wissenschaft in Regierung und Bildung zu fördern, die Regierung bei Entscheidungen zu wissenschaftsbasierten politischen Fragen zu unterstützen und die Regierung bei der Unterstützung zukünftiger Forschungs- und Innovationsprojekte zu beraten. Das Amt wurde nach dem Regierungswechsel in der Provinz sieben Monate später abgeschafft.

## Forschung
Sie ist eine weltweit führende Wissenschaftlerin in den Bereichen Polymersynthese, Biomaterialdesign und Arzneimittelverabreichung im Nervensystem sowie 3D-Hydrogelkultursysteme zur Krebsmodellierung. Ihr Forschungsprogramm konzentriert sich auf Strategien zur Förderung der Gewebereparatur nach traumatischen Rückenmarksverletzungen, Schlaganfällen und Blindheit sowie zur Verbesserung der Tumorzielerfassung durch innovative Strategien und des Arzneimittelscreenings über 3D-Zellkulturen mit neuen Hydrogeldesignstrategien. Die Arbeit ihrer Hirnforschung wurde 2020 mit dem Margolese Brain Disorders Prize gewürdigt.
Ihre Forschungsarbeit bewegt sich an der Schnittstelle zwischen Ingenieurwesen, Chemie und Biologie, wobei der Schwerpunkt auf innovativen Materialien, regenerativer Medizin und Techniken liegt, mit denen Schäden an Nervengewebe repariert werden können. Sie hat die Verwendung von Hydrogelen untersucht, in denen Stammzellen in ihrem undifferenzierten Zustand gespeichert und direkt an eine verletzte Stelle injiziert werden können, beispielsweise an ein gebrochenes Rückenmark oder eine Netzhaut, die eine Makuladegeneration aufweist. Dort angekommen, könnten diese Zellen diese Probleme behandeln, indem sie gesundes Ersatzgewebe bilden. Sie hat auch neue Polymere für die 3D-Zellkultur entwickelt und testet diese für das Arzneimittelscreening bei Krebs. Ihre Forschung ist überwiegend experimentell mit In-vitro- und In-vivo-Tests.
2020 erhielt Shoichet die Gerhard-Herzberg-Goldmedaille für die Entwicklung von Hydrogelen, die menschliches Gewebe nachahmen. Diese polymere Substanzen ermöglichen es Zellen, in drei Dimensionen zu wachsen. Sie arbeitet auch an der Entwicklung eines Hydrogels mit, das ein langwirksames Anästhetikum verbreiten kann, das als Ersatz für Opioide verwendet werden könnte.
Sie hat über 600 Artikel, Patente und Abstracts veröffentlicht und weltweit über 375 Vorträge in den Bereichen regenerative Medizin, Tissue Engineering und Arzneimittelverabreichung gehalten. Sie war die erste und viele Jahre lang die einzige Person, die zum Fellow aller drei kanadischen Nationalakademien gewählt wurde, und ist seit 2016 ausländisches Mitglied der US-amerikanischen National Academy of Engineering.
Ihr Labor verfügt über mehr als 40 angemeldete Patente, die lizenziert wurden und/oder als grundlegendes geistiges Eigentum für vier von ihr mitgegründete Spin-off-Unternehmen dienten.
Shoichet war Gründungsmitglied des Science, Technology & Innovation Council und leistete 6 Jahre lang strategische Beratung für den Premierminister von Kanada, 2 Jahre für den Ontario Research & Innovation Council, 6 Jahre für das Board of the Ontario Centres of Excellence und 3 Jahre für das Board of the Ontario Science Centre. Sie war 4 Jahre Senior Advisor on Science & Engineering Engagement an der University of Toronto. Sie ist Mitglied des Vorstands des Autoteileherstellers Martinrea und des gemeinnützigen Unternehmens MaRS.
Am 20. August 2024 betrug ihr h-Index 106.

## Auszeichnungen und Ehrungen (Auswahl)
- Fellow der Royal Society of Canada[14]
- Fellow der Canadian Academy of Engineering
- Fellow der Canadian Academy of Health Sciences
- 1995 bis 2000: University Faculty Award des Natural Sciences and Engineering Research Council
- 2002: Young Explorer’s Award, Canadian Institute for Advanced Research
- 2003: Syncrude Canada Innovation Award, Canadian Society for Chemical Engineering
- 2003: Canada Foundation for Innovation Career Award
- 2004: McLean Award der University of Toronto
- 2006: Rutherford Memorial Medal in Chemistry der Royal Society of Canada
- 2009: Clara Benson Award der Canadian Society for Chemistry
- 2008: Killam Research Fellowship des Canada Council for the Arts
- 2010: Order of Ontario
- 2012: Innovation of the Year Award der University of Toronto
- 2012: Clemson Award for Contributions to Literature der Society for Biomaterials
- 2013: Queen Elizabeth II Diamond Jubilee Award
- 2014: Senior Scientist Award, Tissue Engineering and Regenerative Medicine, Americas
- 2015: Fleming-Medaille, Royal Canadian Institute
- 2015: BBC 100 Women 2015
- 2015: UNESCO-L’Oréal-Preis
- 2017: Killam Prize in Engineering[15]
- 2018: Officer of the Order of Canada[16]
- 2020: NSERC Herzberg Gold Medal[17]
- 2020: Margolese National Brain Disorders Prize[18]
- 2022: Ehrendoktorwürde der Universität Ottawa[19]